# Villers-Campsart
Villers-Campsart is een gemeente in het Franse departement Somme (regio Hauts-de-France) en telt 155 inwoners (2005). De plaats maakt deel uit van het arrondissement Amiens.

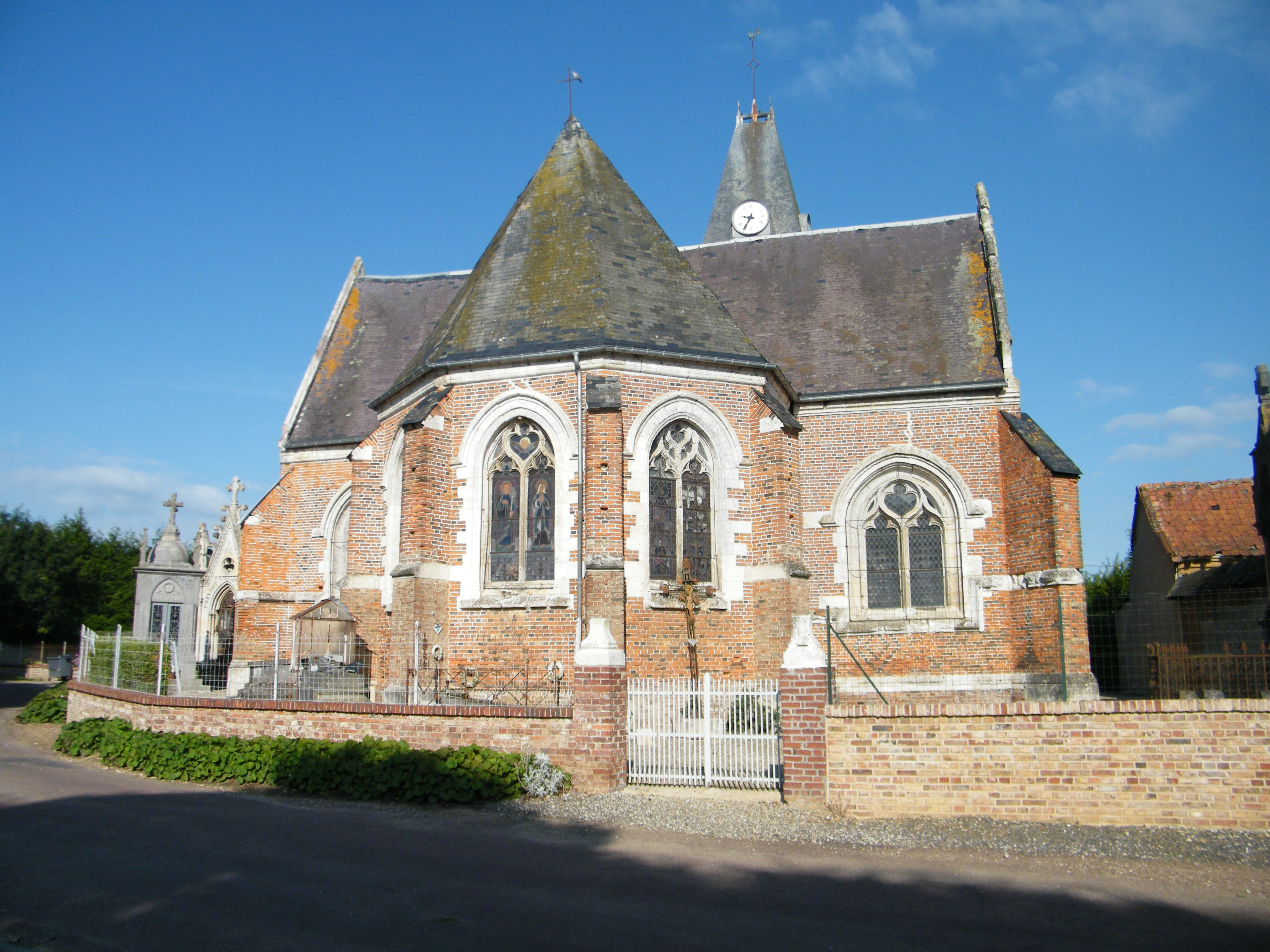
Kerk in Villers-Campsart
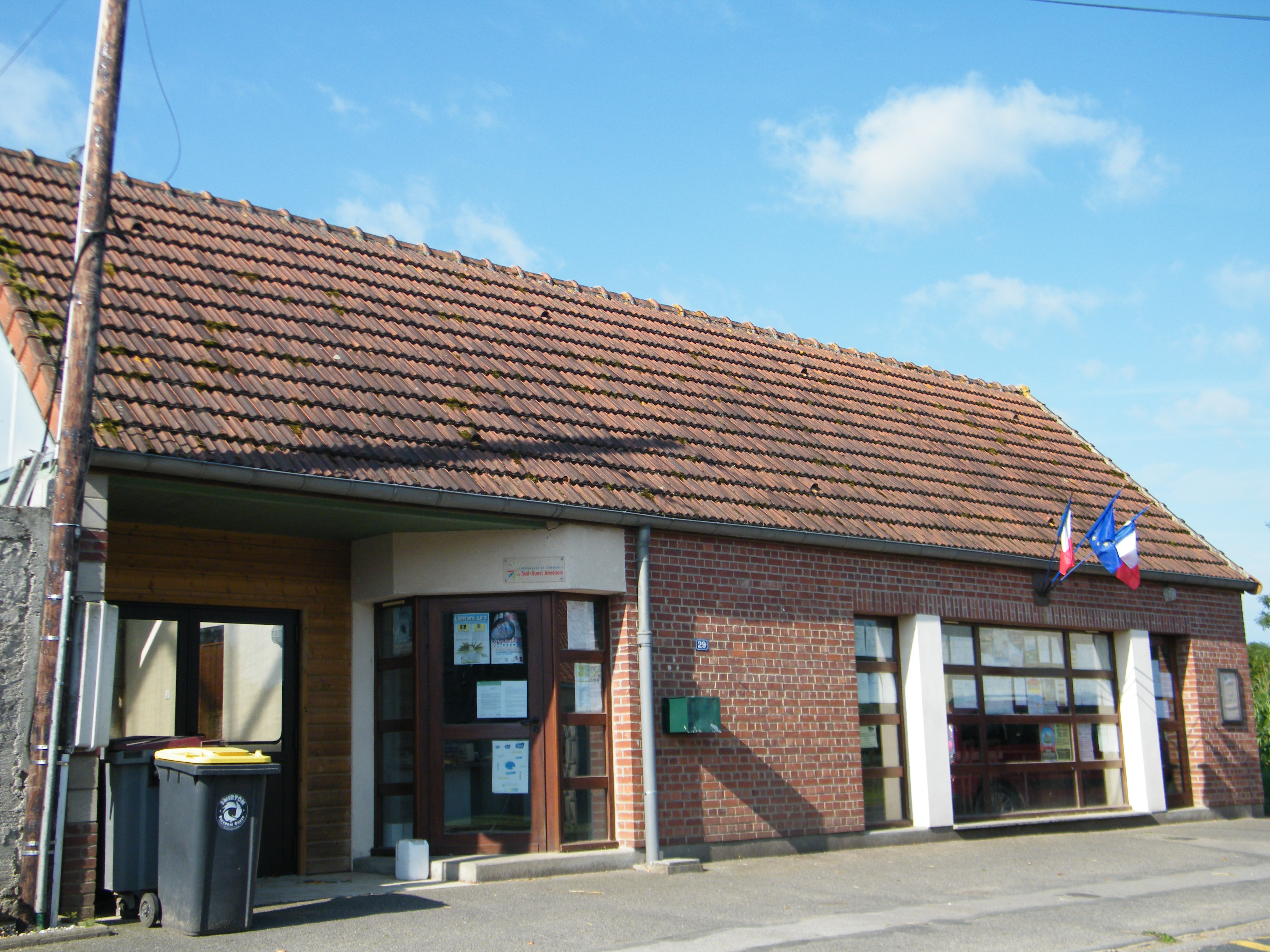
Gemeentehuis

## Geografie
De oppervlakte van Villers-Campsart bedraagt 4,5 km², de bevolkingsdichtheid is 34,4 inwoners per km².
De onderstaande kaart toont de ligging van Villers-Campsart met de belangrijkste infrastructuur en aangrenzende gemeenten.

## Demografie
Onderstaande figuur toont het verloop van het inwonertal (bron: INSEE-tellingen).